# Elizabeth Holloway Marston
Elizabeth Holloway Marston (Isla de Man, 20 de febrero de 1893 – Nueva York, 27 de marzo de 1993) fue una abogada y psicóloga británica. Ha sido reconocida, junto a su marido William Moulton Marston, por el desarrollo del uso de la medida de la presión arterial sistólica para detectar el engaño (véase detector de mentiras). También se dice que fue ella la inspiración de la creación del libro de cómic de su marido la Mujer Maravilla, un personaje desarrollado a partir de su relación poliamorosa con Olive Byrne y con William Moulton Marston.

## Primeros años
Sadie Holloway, nacida en la Isla de Man, creció en Boston, Massachusetts. Su madre, Daisy, era inglesa, y su padre fue William George Washington Holloway, un empleado de banco. Se licenció en psicología en el Mount Holyoke College en 1915 y consiguió su título de abogada en la Facultad de Derecho de la Universidad de Boston en 1918, donde fue "una de tres mujeres en graduarse en la facultad de derecho de ese año."

### Prueba de presión sistólica
William y Elizabeth se unieron al departamento de psicología en Harvard, William en el programa de doctorado y Elizabeth en el programa de máster del Instituto de Estudios Avanzados Radcliffe. Holloway trabajó con William en su tesis, que trataba la correlación entre los niveles de presión arterial y el engaño. Él desarrolló más adelante esta relación de la prueba sistólica de la presión sanguínea con la detección del engaño, siendo el precursor de la prueba del polígrafo.
En 1921, William recibió su título de doctor en filosofía por la Universidad de Harvard y Elizabeth su máster en Radcliffe. A pesar de que Holloway no aparece como colaboradora de William en su primer trabajo, varios escritores se refieren directa e indirectamente al trabajo de ella en la investigación de su marido. Aparece en una fotografía tomada en su laboratorio del polígrafo en 1920, reproducida en una publicación de 1938 por William.

## Carrera y familia
La carrera de Holloway incluyó la clasificación de los documentos de los primeros catorce congresos, impartidos sobre derecho, ética y psicología en las universidades de Estados Unidos y Nueva York, y ejerció como editora para la Enciclopedia Británica y la revista 'McCall'. En 1933, se convirtió en la ayudante del director ejecutivo de la compañía de seguros MetLife.[cita requerida]
William tuvo descendencia tanto con Holloway como con su pareja, Olive Byrne (Holloway finalmente adoptó legalmente a los hijos de Byrne). Mientras Olive se quedó en casa para cuidar de los niños, Elizabeth mantuvo a la familia cuando William no tenía trabajo, así como después de su muerte en 1947. Byrne y Holloway "encarnaron el feminismo de la época."

### Mujer Maravilla
En 1992, The New York Times discutió la participación de Holloway en la creación de la Mujer Maravilla:
Our Towns revela la identidad real de la verdadera Madre de la Mujer Maravilla. Ella es Elizabeth Holloway Marston. No tiene 1.000 años, cumplirá 99 el próximo jueves [...] Una noche oscura, mientras las nubes de la guerra se cernían sobre Europa de nuevo, el señor Marston pidió la opinión de su esposa y colaboradora, también psicóloga. Estaba creando a alguien como ese nuevo tipo Superman, sólo que su personaje promovería una revolución psíquica global al abandonar el Biff! Bam! y Ka-Runch! por El Poder del Amor. Bueno, dijo la señora Marston, que nació liberada, más vale que este superhéroe sea una mujer [...] Wonder Woman fue creada y escrita en el estudio suburbano de los Marstons como una mujer de carrera de Boston combativa como disfraz de la Princesa Diana [...] Mientras tanto, en una pequeña ciudad de Connecticut, la Madre de Wonder Woman se ha disfrazado de editora jubilada que vive en una vivienda de la posguerra.
 Su obituario de 1993 también declaró que ella contribuyó al desarrollo de Wonder Woman, mientras que Lillian S. Robinson argumentó que tanto Olive Byrne como Elizabeth fueron modelos para el personaje.

## Fallecimiento
Elizabeth Holloway murió el 27 de marzo de 1993, justo un mes después de su cumpleaños número 100.[cita requerida]

## En el cine
Los años de la relación amorosa Elizabeth Holloway-William Moulton Marston-Olive Byrne se plasman en El profesor Marston y la Mujer Maravilla, que también relata la creación de la Mujer Maravilla. Elizabeth Holloway fue interpretada en la película por la actriz británica Rebecca Hall.